# Powiat piski
Powiat piski – powiat w Polsce (województwo warmińsko-mazurskie) utworzony w 1999 w ramach reformy administracyjnej. Jego siedzibą jest miasto Pisz. 

W skład powiatu wchodzą
- gminy miejsko-wiejskie: Biała Piska, Orzysz, Pisz, Ruciane-Nida
- miasta: Biała Piska, Orzysz, Pisz, Ruciane-Nida
- Według danych z 31 grudnia 2019 roku[2] powiat zamieszkiwało 56 135 osób. Natomiast według danych z 30 czerwca 2020 roku powiat zamieszkiwały 55 952 osoby[3].

## Demografia

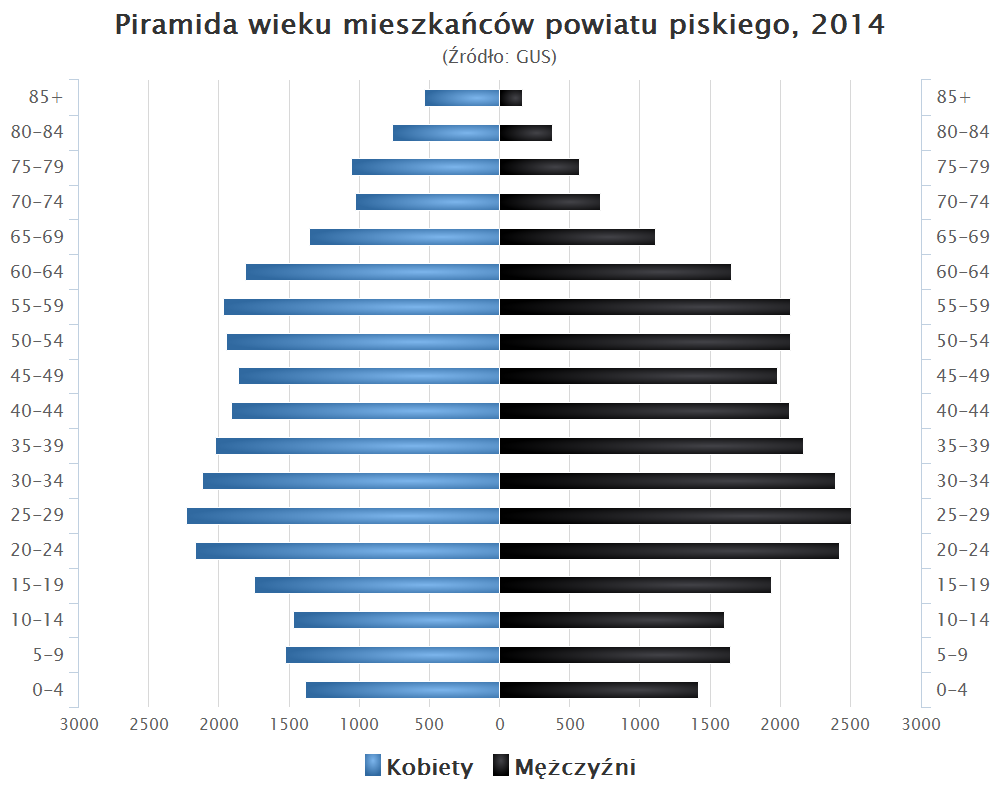
Piramida wieku mieszkańców powiatu piskiego w 2014 roku

Liczba ludności (dane z 30 czerwca 2005):
|        | Ogółem | Ogółem | Kobiety | Kobiety | Mężczyźni | Mężczyźni |
| osób   | %      | osób   | %       | osób    | %         |           |
| ------ | ------ | ------ | ------- | ------- | --------- | --------- |
| Ogółem | 57 691 | 100    | 28 781  | 49,89   | 28 910    | 50,11     |
| Miasto | 34 157 | 59,21  | 17 377  | 30,12   | 16 780    | 29,09     |
| Wieś   | 23 534 | 40,79  | 11 404  | 19,77   | 12 130    | 21,03     |

▶Wieś vs ▶miasto
Ogółem (▶k, ▶m)
Miasto (▶k, ▶m)
Wieś (▶k, ▶m)

### Ludność w latach
- 1999 – 59 778
- 2000 – 59 795
- 2001 – 59 881
- 2002 – 57 707
- 2003 – 57 642
- 2004 – 57 632

## Gospodarka
W końcu września 2019 liczba zarejestrowanych bezrobotnych w powiecie piskim obejmowała ok. 1,7 tys. mieszkańców, co stanowi stopę bezrobocia na poziomie 11,5% do aktywnych zawodowo.

## Administracja samorządowa
Od powstania powiatu urząd starosty pełnili kolejno:
- Marek Konopka (1999-2002)
- Zbigniew Włodkowski (2002-2005)
- Jacek Zarzecki (2005-2006)
- Andrzej Nowicki) (od 2006)

## Sąsiednie powiaty
- powiat szczycieński
- powiat mrągowski
- powiat giżycki
- powiat ełcki
- powiat grajewski (podlaskie)
- powiat kolneński (podlaskie)
- powiat ostrołęcki (mazowieckie)

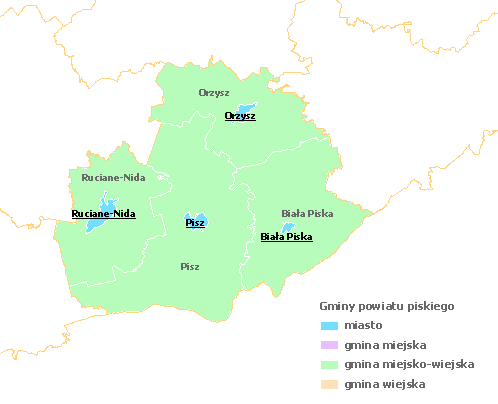
Gminy powiatu piskiego